# Dimetilfenilfosfina
La dimetilfenilfosfina è un composto organofosforato con formula P(C6H5)(CH3)2. Il fosforo è legato a un gruppo fenile e due gruppi metilici, rendendo questa la più semplice alchilfosfina aromatica. È un liquido incolore ed è sensibile all'aria.

## Preparazione
La dimetilfenilfosfina viene preparata dalla reazione di un alogenuro di metilmagnesio con diclorofenilfosfina.
(C6H5)Cl2P + 2CH3MgBr → (C6H5)(CH3)2P + 2MgBrCl
La fosfina viene poi purificata per distillazione a pressione ridotta. Una soluzione di (C6H5)(CH3)2P in CDCl 3 mostra segnali NMR protonici a δ 7.0-7.5 e un doppietto a δ 1.2. Lo spettro P-31 NMR mostra un singoletto a -45,9 ppm in CDCl3.

## Struttura e proprietà
La dimetilfenilfosfina ha una struttura piramidale in cui il fosforo è il centro del tetraedro. La lunghezza e gli angoli del legame sono i seguenti: P-CMe : 1.844,   P-CPh : 1.845 Å, C-C: 1.401 Å, C-H Me : 1.090 Å, C-H Ph : 1.067 Å, C-P-C: 96.9°,  C-P-C (anello): 103.4°, P-C-H: 115,2°.
Quando sono legati a centri metallici chirali, i gruppi metilici sono diastereotopici e appaiono come doppietti separati nello spettro 1 H NMR.

## Confronti con altri ligandi fosfinici
Nello spettro IR, la νCO di IrCl(CO)(PPh3)2 e IrCl(CO)(PMe2Ph)2 sono situate entrambe a 1960 cm−1, mentre quella per IrCl(CO)(PMe3)2 è spostata a 1938 cm−1.
In termini di basicità, la dimetilfenilfosfina ha una basicità intermedia tra la trialchil- e trifenilfosfina:
- [HPEt3]+ = 8.7
- [HPMe2Ph]+ = 6,8
- [HPPh3]+ = 2.7

L'angolo del cono del ligando (θ) è definito come l'angolo al vertice di un cono cilindrico, centrato a 2,28 Å dal centro dell'atomo di P e con il vertice posto sul centro della molecola (sull'atomo di fosforo). Con ligandi asimmetrici, invece, non può essere determinato nello stesso modo, ma viene utilizzata la seguente equazione:
{\displaystyle \theta ={\frac {2}{3}}\sum _{i=1}^{3}{\frac {\theta _{i}}{2}}}
Dove θ i rappresenta il semiangolo.
Gli angoli risultanti per PMe3, PMe2Ph, PPh3 sono: PMe3 = 118°, PMe2Ph = 122°, PPh3 = 145°. Pertanto, PMe2Ph è di dimensioni intermedie rispetto a PMe3 e PPh3.